# 榊莫山
榊󠄀 莫山（さかき ばくざん、1926年〈大正15年〉2月1日 - 2010年〈平成22年〉10月3日）は、日本の書家。本名は榊󠄀 齊（さかき はじむ）。

## 生涯
1926年（大正15年）2月1日、京都府相楽郡大河原村南大河原（現・南山城村）生まれ。小学校校長の長男。三重県名賀郡古山村菖蒲池（現・伊賀市）で育つ。
1938年、旧制上野中入学。同校で書を松永楳園に、油絵を佐々木三郎に学ぶ。1943年、上野中卒業。
1943年、三重師範学校（現・三重大学教育学部）入学。三重師範在学中に学徒出陣で徴兵され、沖縄に派遣される予定だったが、艦船がなかったために鹿児島で足止めされ、鹿児島で敗戦を迎える。敗戦と同時に三重に帰郷し、聴講生として京都大学文学部の井島勉に美学を学ぶ。隣村で国民学校（小学校）の教員として勤務し、教員時代には公立学校の教職員組合活動にも参加したことがあった。
1960年代に大阪市立真田山小学校教諭を務め、1971年（昭和46年）大阪成蹊女子短期大学教授。次いで、平成に入り5年間、近畿大学文芸学部芸術学科教授を務めた。
1946年、奈良国立博物館の第1回正倉院展を観に行った足で奈良在住の書家・辻本史邑に入門し、書の道に入る。日本書芸院展に出品した漢詩で推薦一席（最高賞）を1951年から2年連続で受賞するなど20代の頃から頭角を現す。師の辻本の死を機として1958年に日本書芸院や上田桑鳩の奎星会を退会し、書壇から退く。
書壇から退いた後は自身で団体を立ち上げる。団体名は順に「山径社」「墨象展」「墨の芸術展」「莫門展」「墨象展」と複数回変項、差し戻しされた。教授を務めた近畿大学出身の弟子が多く、岸玲州、喜家村信一、荻野丹雪（以上近畿大学講師）、末弟には川合正宏（近畿大学卒）が居る。歴代の東大寺管長も莫山に師事した。
故郷の伊賀から大阪へ移住、大阪市や八尾市にて住み作品を創っていたが、やがて伊賀へ戻り制作を続けた。
50歳を過ぎて自然豊かな故郷の伊賀に戻ってからは、山野を歩き、自然に着想を求めた素朴な画にフレーズを添えた独特の書画世界を確立した。
2010年10月3日、急性心不全のため、奈良県天理市の病院で死去。84歳没。

## 人物
リベラルな思想を持ち、日展の保守的体質には批判的であった。
ジャン・ミッシェル・ジャールの『磁界』を愛聴し、「ジャンの曲には、追憶と幻想が入りみだれ、わたしの脳髄の吐息を、やわらげてくれた」と語っている。
タレントから書家に転じた越前屋俵太の書家としての号・俵越山は榊󠄀にあやかって命名されている。
前衛的な書画と、作品と同様の飄々とした印象で、宝酒造の「よかいち」のテレビCMをきっかけにバラエティ番組などにも多数出演した。
司馬遼太郎と長年親交があり、司馬の作品『空海の風景』に登場した。
孫の榊󠄀太基は伊賀市の伊賀青年会議所（伊賀JC）で地域革新委員長を務め、同市のマスコットキャラクターいが☆グリオをデザインした。

## 作品
前衛的な書画と、作品と同様の飄々とした印象で、宝酒造の「よかいち」のテレビCMをきっかけにバラエティ番組などにも多数出演し、「バクザン先生」の愛称で知られた。
エッセイなども多数著し、関連書籍も含めると100冊を超える。また、商品のロゴなども多数手掛けている。

### 商業ロゴ等
- 米・麦・芋焼酎「よかいち」・麦焼酎「おにへい」・全量芋焼酎「一刻者」、本格麦焼酎「知心剣」、清酒「松竹梅『天』」（宝酒造）
書画ラベルを制作。CMにも出演し、莫山本人も一般に広く知られるようになった。「莫山先生のバクザン発言」「米焼酎、これしかないわ!」「よかいち、よかいち、綺麗な味や。」「おにへいも、あるわ!」などのフレーズが流行した。しかし本人は酒類は一滴も飲めないと語っている[6]。
- 真珠の小箱（毎日放送）
近畿日本鉄道（近鉄）の提供で1959年から2004年まで45年間放送された番組。1968年の500回放送から莫山の書いた題字が使われるようになった。莫山自身もしばしば出演していた。

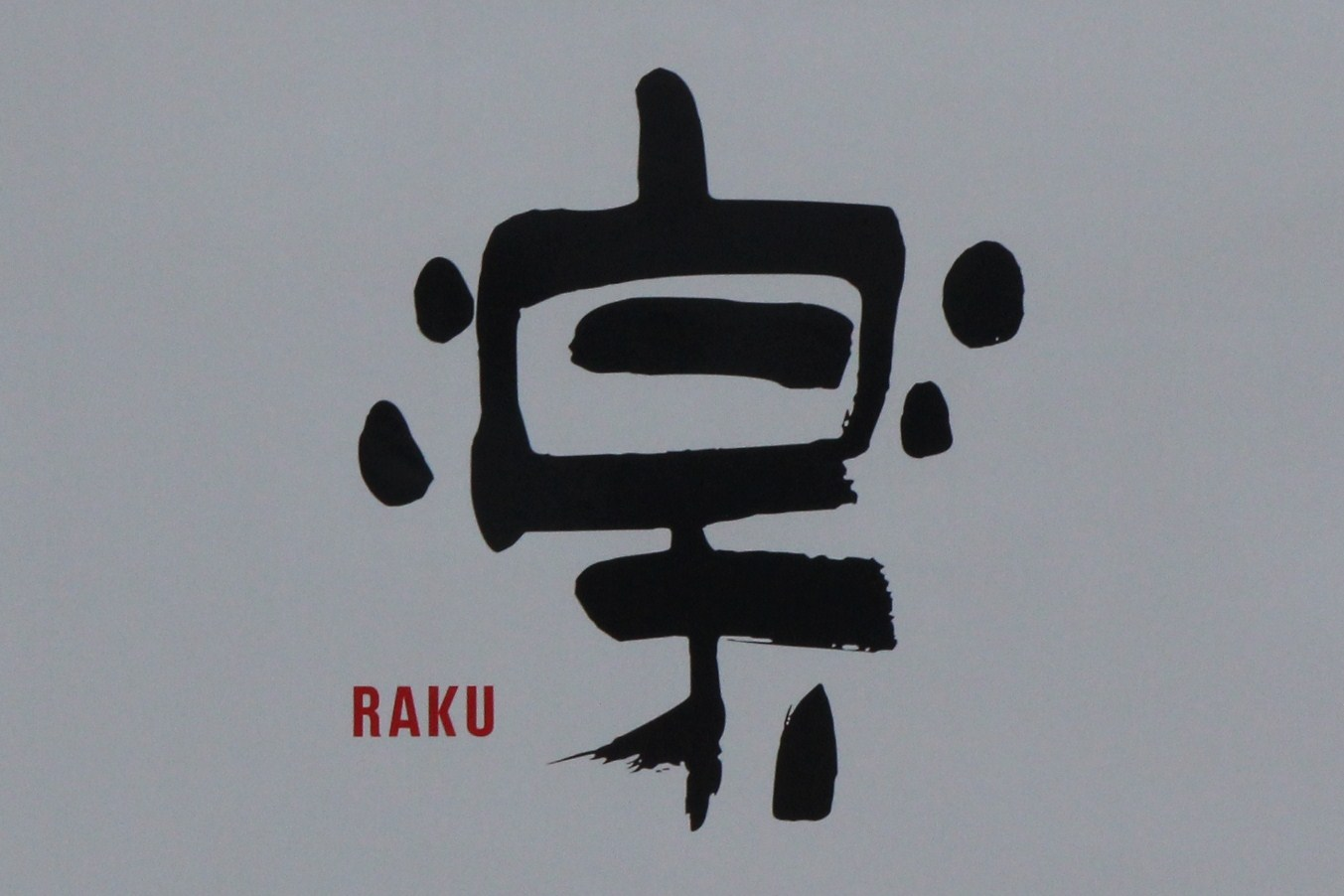
近鉄「楽」ロゴタイプ（2020年のリニューアル後は使用されていない）

- 楽（近畿日本鉄道）
上記の縁もあって、近鉄とは関係が深く、1990年に登場した団体専用電車20000系「楽」のロゴを書いている[9]。近鉄では、この他近鉄21000系電車「アーバンライナー」のCMに出演したほか、近鉄グループのクレジットカード「KIPS」広告に書とともに起用された。また、大阪近鉄バファローズ（現オリックス・バファローズ）のファンでもあった。
- いちばん太鼓（NHK連続テレビ小説） 題字
- NHK人間大学 題字（1992年4月から6月には月曜日の講師としても出演）
- 春よ、来い（NHK連続テレビ小説）題字
- 甘辛しゃん（NHK連続テレビ小説） 題字（本編にも葛木役で出演）
- 道浪漫（毎日放送） 題字
- 「近畿は美しく」キャンペーン（毎日放送） 題字
- 竜馬におまかせ!（日本テレビ） 題字
ダウンタウンの浜田雅功や反町隆史、内藤剛志らが出演した連続ドラマ。1996年放送。同ドラマ脚本家の三谷幸喜が、当時宝酒造から発売された「よかいち」のCMに出演中の莫山の姿を見て白羽の矢を立てた。
- 本よみうり堂（読売新聞書評欄） 題字
- 近畿大学文芸学部芸術学科造形芸術専攻陶芸ゼミの看板、寶持窯。
- メディアプルポ（関西テレビの連結子会社） 題字
- 炊飯器「本炭釜」（三菱電機）
- 伊賀の和菓子屋いせや 看板、包装紙
- 田楽座わかや　看板
- 東寺
- 日本料理 料り喜　看板

## テレビ出演
- 趣味講座・書道に親しむ（NHK教育テレビ）
- 真珠の小箱
- ダウトをさがせII（毎日放送、「ダウト一筆莫山」のコーナーで出演）
- 人間大学（NHK教育テレビ）
- 生活ほっとモーニング 「この人にトキメキっ!」（NHK総合テレビ、2008年4月4日）
三重県の自宅にてインタビュー、ビデオゲストとして髙橋真梨子がコメントを寄せていた。